# ゴングロネラ
ゴングロネラ Gongronella Ribaldi は、ケカビ目のカビの1属。ユミケカビに似て、胞子嚢基部にあるアポフィシスが球形なので、胞子嚢全体ではヒョウタンのような形になる。

## 特徴
主としてタイプ種である G. butleri について記す。菌糸体はよく発達するが、コロニーの成長はあまり早くない。匍匐菌糸と仮根を多少とも発達させる。タイプ種では培地上のコロニーは高さ2-4mmになり、淡いオリーブ色になる。胞子嚢柄は基質上の菌糸から出るが、匍匐菌糸の途中からも出る。タイプ種ではその長さは40-156μm、太さ2-6μm。胞子嚢の下に隔壁がある。胞子嚢は球形で小型、胞子嚢壁は崩れるようにして壊れる。柱軸はあるが小さく、その下方にあるアポフィシスは丸く大きく膨らむ。タイプ種では胞子嚢の径が7-32μm、アポフィシスの径が3.3-13μm。胞子嚢は多数の胞子を含む。接合胞子嚢は球形で径は18-36μm。厚壁で表面に凹凸がある。支持柄は向き合う形で、支持柄からは附属突起などを生じない。知られているものは自家不和合性。

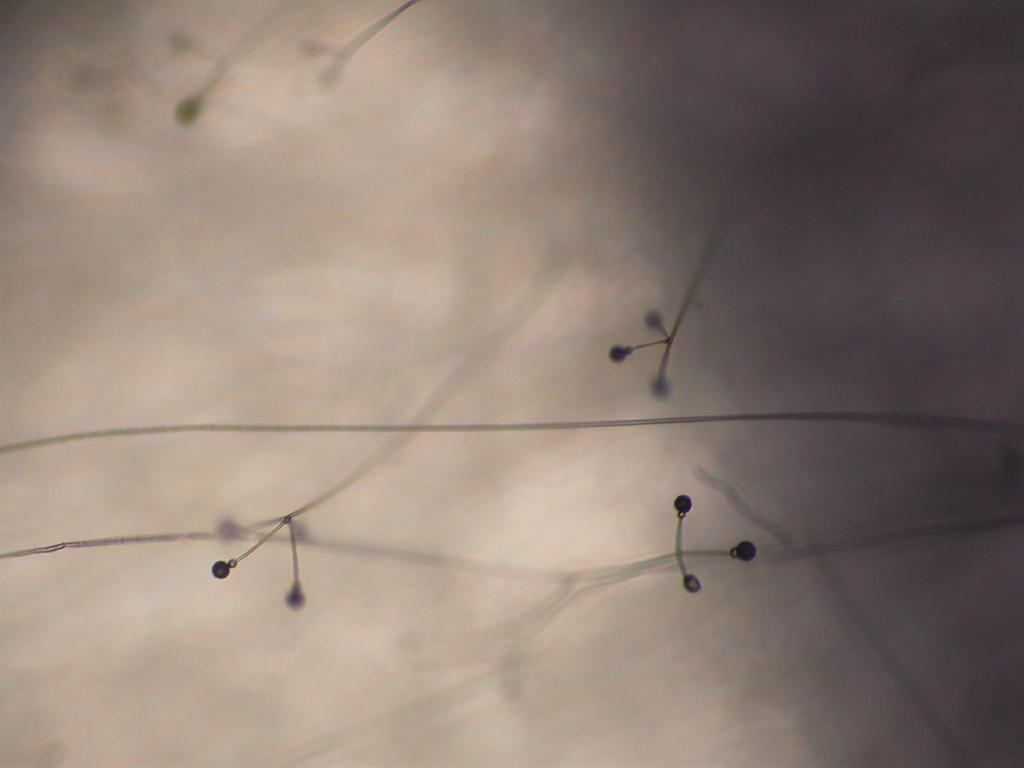
胞子嚢柄の様子
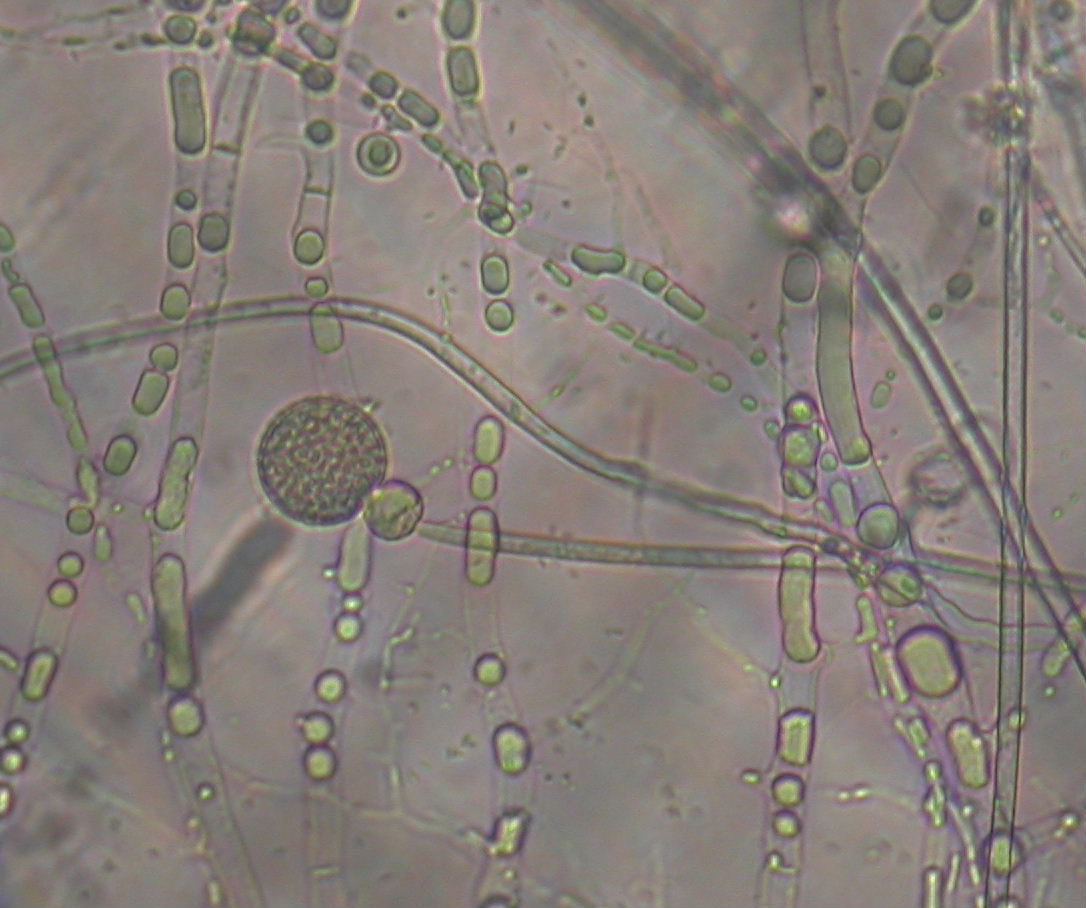
拡大した胞子嚢
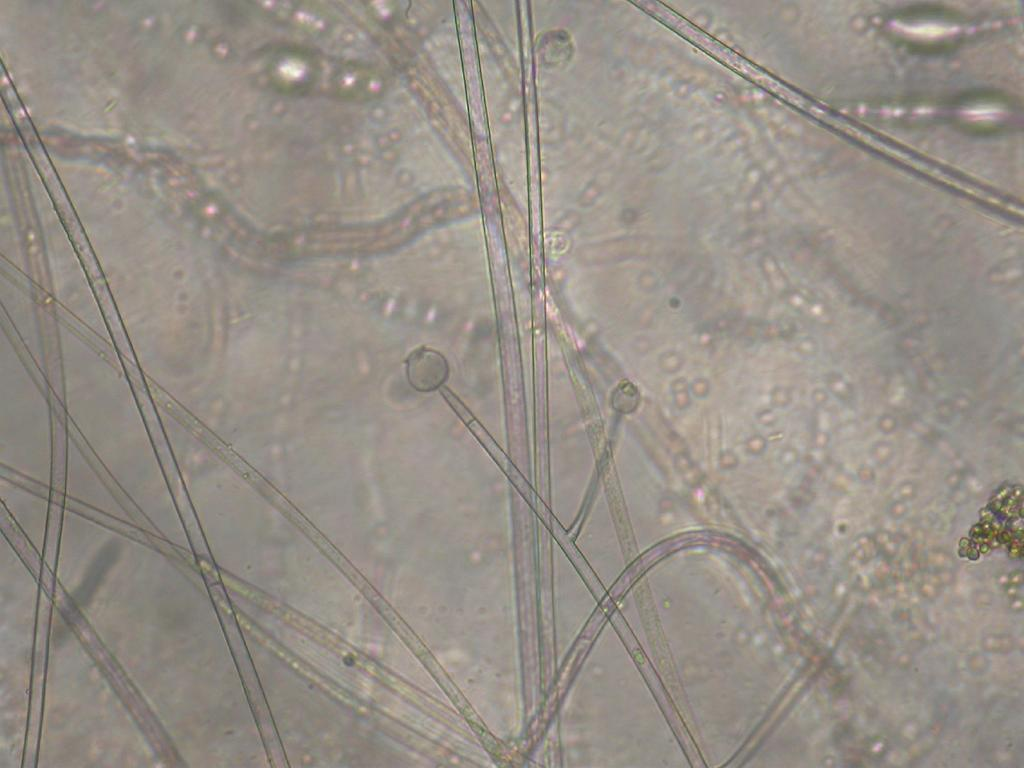
胞子が落ちた後 中軸とアポフィシスが見える

## 種
現在はタイプ種ともう1種のみが知られる。他に幾つかの種が記載されているが、ほとんどはタイプ種のシノニムとして処理されている。
- Gongronella butleri：タイプ種。上記の特徴を持つ。その他の特徴としては胞子嚢柄が真っ直ぐに伸びること、胞子嚢胞子が卵形をなすことが挙げられる。
- G. lacrispora：胞子嚢柄が巻き蔓状になること、胞子嚢胞子が涙滴状になることを特徴とする。接合胞子嚢は観察されていない。

## 生態など
いずれも腐生菌であり、通常の培地で培養が可能である。G. btleri は土壌からよく分離される。最初の発見はココヤシの根圏からであり、その後はヨーロッパ、北アメリカ、インド、オーストラリアなど世界に広く発見されている。日本でも広く知られる。
G. lacrispora は北アメリカの土壌から分離された。記載後の採集記録はないようである。

## 分類と系統
無性生殖の構造等はユミケカビにとてもよく似ており、アポフィシスの構造によって区別される。ただ、ほとんどのユミケカビより一回り小さい。また、ユミケカビの多くは接合胞子嚢の支持柄から附属突起を生じる。そのため、ユミケカビ属と近縁と考えられ、共にケカビ科か、あるいはユミケカビ科に属させられた。他に似たものとしてはHalteromyces が挙げられる。これはユミケカビや本属に似て、胞子嚢がダンベル型を呈するものである。
ただしケカビ類の分類は、その無性生殖器官と有性生殖器官に基づいて行われていた体系が、分子系統による分析の結果、系統関係を必ずしも反映していないことが明らかとなり、大きな改変を迫られている。2013年に発表された遺伝子情報を含む系統樹ではユミケカビの主要な種と同一のクレードに含まれている。ただしこのクレードにはクスダマカビを中心に（分生子状の）単胞子の小胞子嚢を頂嚢表面に付けるという、無性生殖のタイプが全く異なる群が含まれており、科の名としてはこれを取ってクスダマカビ科としている。ちなみにこの系統樹では本属と最も近いものもユミケカビ属ではなく、ヘッセルチネラ Heseltinella という、むしろクスダマカビに近い形質の属となっている。ただし本属についてはサンプルをもっと増やして検討することが必要だとも述べてある。